# Contea di Lawrence (Alabama)
La contea di Lawrence, in inglese Lawrence County, è una contea dello Stato dell'Alabama, negli Stati Uniti. La popolazione al censimento del 2000 era di 34.803 abitanti. Il capoluogo di contea è Moulton. Fa parte dell'area metropolitana di Decatur e dell'area metropolitana statistica di Huntsville-Decatur.
Si tratta di una dry county, anche se alcune città consentono la vendita di alcolici.

## Geografia fisica
La contea si trova nella parte settentrionale dell'Alabama. Lo United States Census Bureau certifica che l'estensione della contea è di 1.860 km², di cui 1.796 km² composti da terra e i rimanenti 64 km² composti di acqua.
La contea è punteggiata di foreste di querce e pini, e il paesaggio è composto da valli e altipiani calcarei, oltre ad alcune pianure. Il confine nord è segnato dal fiume Tennessee e dal lago Wheleer. La parte meridionale della contea è parte della foresta nazionale William B. Bankhead.
La contea è patria di Jesse Owens e il Jesse Owens Memorial Park si trova a Oakville. Nella contea si trovano inoltre diversi tumuli e siti archeologici risalenti al periodo Woodland e alla cultura del Mississippi.

### Contee confinanti
- Contea di Limestone - nord-est
- Contea di Morgan - est
- Contea di Cullman - sud-est
- Contea di Winston - sud
- Contea di Franklin - ovest
- Contea di Colbert - ovest
- Contea di Lauderdale - nord-ovest

### Laghi, fiumi e parchi
La contea comprende i seguenti laghi, fiumi e parchi:
| Laghi | Fiumi | Parchi | Parchi |
| --- | --- | --- | ------ |
| - Swoope Pond - Sykes Pond - Blue Pond - Round Pond - Goodlett Pools - Stovall Pond - Long Pond - Holliday Pond | - Indian Creek - Soap Hole Branch - Prairie Creek - Tucker Branch - Moore Creek - Bridge Creek - Rock Springs Branch - Montgomery Creek - Spring Creek | - Joe Wheeler State Park - Mallard-Fox Creek Wildlife Management Area - Lawrence County Park - Black Warrior Wildlife Management Area - Bee Branch Scenic Area |        |

## Storia
La contea di Lawrence fu costituita il 6 febbraio 1818, prima che l'Alabama diventasse uno Stato. I territori appartenevano ai Chickasaw. Il nome le è stato dato in onore di James Lawrence, un capitano della marina militare degli stati Uniti originario del Vermont. Il 27 aprile 2011, una violenta e duratura tempesta, che generò numerosi tornado di grande potenza, colpì il sud-est degli Stati Uniti. Più di 250 persone persero la vita in Alabama, tra cui 14 nelle comunità della contea di Lawrence.

## Principali strade ed autostrade
- U.S. Highway 72
- State Route 24
- State Route 33
- State Route 36

## Società

### Evoluzione demografica
Abitanti censiti (migliaia)

## Comuni[10]
- Courtland - town
- Hatton - cdp
- Hillsboro - town
- Moulton (capoluogo) - city
- North Courtland - town
- Town Creek - town